# Bingling-Tempel

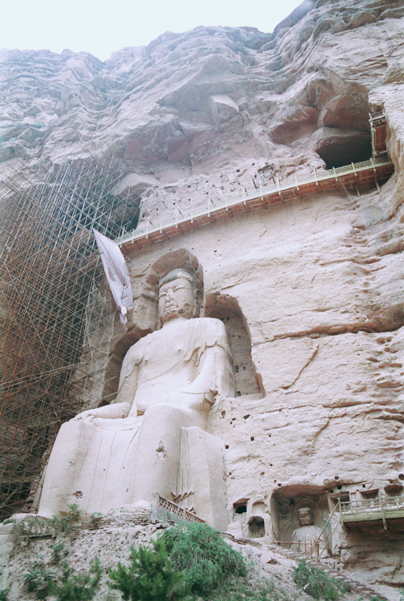
Maitreya-Statue

Der Bingling-Tempel bzw. die Binglingsi-Grotten (chinesisch 炳靈寺石窟 / 炳灵寺石窟, Pinyin Bǐnglíng sì shíkū – „Binglingsi-Grotten“) mit seinen Höhlen der Zehntausend Buddhas ist ein Höhlentempel-Komplex am Nordufer des Liujiaxia-Stausees am Gelben Fluss im Kreis Yongjing des  Autonomen Bezirks Linxia der Hui der chinesischen Provinz Gansu. Sie sind etwa 80 km von Lanzhou, der Hauptstadt der Provinz Gansu, entfernt und nur mit dem Boot erreichbar. 
Die erste Grotte wurde um 420 am Ende der Jin-Dynastie (265–420) gebaut. Heute gibt es noch 183 Höhlen mit insgesamt 694 Steinstatuen und 82 Lehmfiguren in verschiedener Größe.
Der Höhlentempel steht seit 1961 auf der Liste der Denkmäler der Volksrepublik China in Gansu (1–39) und ist seit 2014 Bestandteil der UNESCO-Welterbestätte mit dem Titel Seidenstraßen: das Straßennetzwerk des Chang'an-Tianshan-Korridors.